# Тумбалово
Вижте пояснителната страница за други значения на Тумбалово.
Ту̀мбалово е село в Северна България, община Севлиево, област Габрово.

## География
Село Тумбалово се намира на около 18 km западно от центъра на град Габрово, 18 km южно от град Севлиево и 14 km изток-североизточно от град Априлци. Разположено е в долината на река Росица, под вливането в нея на десния ѝ приток река Маришница, на около километър източно от село Стоките. Общинският път GAB2185 започва от кръстовище с третокласния републикански път III-6072 в село Стоките, минава през Тумбалово и продължава на югоизток през село Купен до махалата му Кладев рът. Климатът е умереноконтинентален, а почвите в землището са предимно светлосиви горски. Надморската височина при входа на пътя в селото от запад е около 390 – 395 m, а на югоизток при разклона за село Валевци – около 410 m. Тумбалово е в обхвата на защитена зона „Централен Балкан – буфер“
Населението на село Тумбалово, наброявало 1031 души при преброяването към 1934 г., намалява до 169 към 1985 г., 104 към 2001 г. и 51 (по текущата демографска статистика за населението) към 2019 г.

## История
През 1978 г. дотогавашното населено място махала Тумбалово придобива статута на село.

## Население
Преброяване на населението през 2011 г.
Численост и дял на етническите групи според преброяването на населението през 2011 г.:
|                     | Численост | Дял (в %) |
| Общо                | 75        | 100,00    |
| Българи             | 75        | 100,00    |
| Турци               | 0         | 0,00      |
| Цигани              | 0         | 0,00      |
| Други               | 0         | 0,00      |
| Не се самоопределят | 0         | 0,00      |
| Неотговорили        | 0         | 0,00      |

## Обществени институции
Село Тумбалово към 2020 г. е в кметство Стоките.